# أبي ملك
أبي ملك أمير أو ملك صور (حوالي عام 1347 قبل الميلاد) ويُعرف كذلك باسم أبيملكي. ورد ذكره في رسائل تل العمارنة. وأتى في أحد تلك الرسائل، يطلب أبي ملك المساعدة من الفرعون بإمداده بالمياه والأخشاب ويعلمه أن صيدون أنضمت إلى الجهة المعادية.